# Amblyotrypauchen arctocephalus
Az Amblyotrypauchen arctocephalus a csontos halak (Osteichthyes) főosztályának a sugarasúszójú halak (Actinopterygii) osztályába, ezen belül a sügéralakúak (Perciformes) rendjébe, a gébfélék (Gobiidae) családjába és az Amblyopinae alcsaládjába tartozó faj.
Nemének egyetlen faja.

## Előfordulása
Az Amblyotrypauchen arctocephalus az Indiai- és a Csendes-óceánok határán fordul elő. Elterjedési területének az északi határa, a Dél-kínai-tenger, míg déli határa, az ausztráliai Északi terület partmenti vizei.

## Életmódja
Ez a gébféle trópusi, tengeri halfaj, amely a tengerfenék közelében, körülbelül 37-92 méteres mélységekben él.

## Neve
Az Amblyotrypauchen görög, összetett szó: „amblys” = sötétség, „trypao” = átszúrni, fúrni, „auchen”, -„enos” = nyak. Tehát, ennek a halnak, a magyarított neve, sötét fúrónyakú lenne.